# Balko
Balko és una comunitat no incorporada al Comtat de Beaver, a l'estat d'Oklahoma, als Estats Units d'Amèrica.
L'oficina de correus va obrir el 14 de març de 1904. Té una població de prop de 623 habitants i es troba a 879 metres d'altitud. Balko té una església anomenada Balko Baptist Church.